# 8046 Ajiki
A 8046 Ajiki (ideiglenes jelöléssel 1995 BU) a Naprendszer kisbolygóövében található aszteroida. Kobajasi Takao fedezte fel 1995. január 25-én.